# 瓦谢尔
瓦谢尔（法語：Vachères，法語發音：[vaʃɛʁ]）是法国上普罗旺斯阿尔卑斯省的一个市镇，属于福卡尔基耶区。

## 地理
瓦谢尔（43°55'53"N, 5°38'18"E）面积23.42 平方千米，位于法国普罗旺斯-阿尔卑斯-蓝色海岸大区上普罗旺斯阿尔卑斯省，该省份为法国东南部内陆省份，北起上阿尔卑斯省，西接沃克吕兹省，西北接德龙省，南至瓦尔省，东临滨海阿尔卑斯省，东北部与意大利接壤。
与瓦谢尔接壤的市镇（或旧市镇、城区）包括：欧布纳莱萨尔普、巴农、奥珀代特、雷亚讷、勒韦斯代布鲁塞、圣克鲁瓦阿洛兹、锡米亚讷拉罗通德。

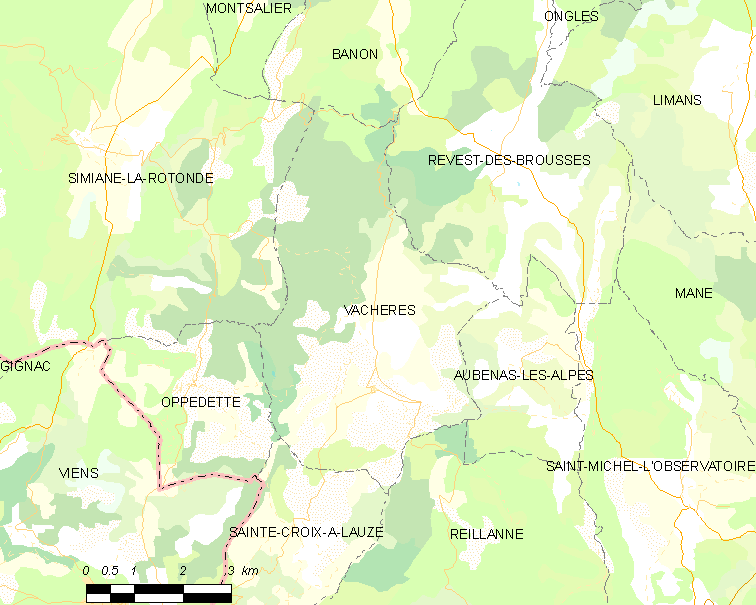
瓦谢尔的OSM定位图

瓦谢尔的时区为UTC+01:00、UTC+02:00（夏令时）。

## 行政
瓦谢尔的邮政编码为04110，INSEE市镇编码为04227。

## 政治
瓦谢尔所属的省级选区为雷亚讷县。

## 人口

1962-2008年间瓦谢尔人口变化图示

瓦谢尔于2022年1月1日时的人口数量为318人。